# Ideopsis costalis
Ideopsis costalis är en fjärilsart som beskrevs av Moore 1883. Ideopsis costalis ingår i släktet Ideopsis och familjen praktfjärilar. Inga underarter finns listade i Catalogue of Life.